# Jusúf bin Alawi bin Abduláh
Jusúf bin Alawi bin Abduláh (* 1945 Salála, Omán; arabsky يوسف بن علوي بن عبد الله‎) je ománský politik a diplomat zastávající funkci ministra zahraničních věcí. Hrál důležitou roli při prosazování specifické sultánovy zahraniční politiky a připravoval sultánovy návštěvy v cizině.
Narodil se ve městě Salála na jihozápadě Ománu, ale vystudoval v Kuvajtu. Později pracoval pro několik kuvajtských firem i státních útvarů. Stejně jako mnoho Ománců, kteří za vlády sultána Saída bin Tajmúra uprchli ze země, i jej v srpnu roku 1970 kontaktoval nový sultán Kábús bin Saíd, který v Ománu vládl teprve měsíc po sesazení svého otce Tajmúra. V roce 1971 se stal součástí přátelské misie do hlavních měst Arabského světa. Poté působil na ománském velvyslanectví v libanonském Bejrútu a roku 1973 se stal velvyslancem. V roce 1974 byl zvolen zástupcem ministra zahraničí. V roce 1997 byl povýšen na ministra zahraničí. Tím je spolu se sultánem Kábúsem, ovšem pouze Jusúf zastává funkční roli ministra.